# Bihari Sándor (zeneszerző)
Bihari Sándor (Nagyvárad, 1900. szeptember 20. – ?, 1984) magyar zeneszerző.

## Életútja
Szülővárosában végezte 1920-ban a tanítóképzőt, 1950-től hegedűtanár volt a nagyváradi tanítóképzőben, s orgonista a bazilikában. 1927-ben írta I-II. kvartettjét. Számos zenét komponált Kodály Zoltán nyomdokain haladva. Megzenésítette Petőfi Sándor, Arany János, Juhász Gyula, Horváth Imre több versét, operát szerzett Arany s Vörösmarty Mihály szövegére. Egy operája, a Földi Janka szövegére írt Kádár Kata (1956) nyomtatásban jelent meg. A zeneszerző életének utolsó évtizedeiben az egyházi zene felé fordult, megírta Jézus szíve szólóját.

## Emlékezete
2000 áprilisában Nagyváradon Bihari Sándor születésének 100. évfordulója alkalmából az I. és a II. kvartettjét adta elő a Varadinum vonósnégyes.